# A Lawless Street
A Lawless Street (conocida en castellano como Calle sin ley, Una calle sin ley o La ciudad sin ley), es una película estadounidense dirigida por Joseph H. Lewis en 1955. Está interpretada por Randolph Scott, Angela Lansbury y Wallace Ford.

## Sinopsis
Después de veinte años siendo sheriff y manteniendo la ley y el orden en su ciudad, Frank Pateh ve cómo los caciques de la zona quieren destituirle y poner en su lugar a un sheriff más manejable.

## Reparto
| Actor           | Personaje          |
| --------------- | ------------------ |
| Randolph Scott  | Marshal Calem Ware |
| Angela Lansbury | Tally Dickinson    |
| Warner Anderson | Hamer Thorne       |
| Jean Parker     | Cora Dean          |
| Wallace Ford    | Dr. Amos Wynn      |
| John Emery      | Cody Clark         |
| James Bell      | Asaph Dean         |
| Ruth Donnelly   | Molly Higgins      |
| Harry Antrim    | Alcalde Kent       |
| Michael Pate    | Harley Baskam      |
| Don Megowan     | Dooley             |